# Карпов, Анатолий Александрович
Анатолий Александрович Карпов (род. 21 июля 1948, Воскресенск, Московская область) — советский хоккеист, нападающий.

## Биография
Воспитанник воскресенского «Химика». Начинал играть в командах первенства РСФСР «Комета» Москва (1963/64) и «Химик-2» Воскресенск (1964/65). В сезоне 1965/66 — в раменском «Сатурне». С 1966 года — в «Химике», сыграл 8 полных сезонов в чемпионате СССР. Затем выступал за команды СКА МВО Липецк (1974/75 — 1975/76), СК им. Урицкого (Казань) (1976/77), «Торпедо» Тольятти (1977/78 — 1980/81).
Победитель первого, неофициального чемпионата Европы среди юниорских команд (1967). Серебряный призёр хоккейного турнира зимней Универсиады 1970.